# Jules Tessier (homme politique)
Pour les articles homonymes, voir Jules Tessier (essayiste) et Tessier.
Jules Tessier, né le 16 avril 1852 à Québec et mort le 6 janvier 1934 à Montréal, est un avocat et homme politique québécois.

## Biographie

### Études et famille
Il est le fils d'Ulric-Joseph Tessier, homme politique, et de Marguerite-Adèle Kelly. Il est le frère d'Auguste Tessier. Il étudie au Séminaire de Québec, au Collège Sainte-Marie de Montréal et à l'Université Laval. Il effectue sa cléricature auprès de Richard Alleyn et d'Alexandre Chauveau. Il est admis au barreau du Québec le 20 juillet 1874.

### Avocat et implication sociale
Exerçant la profession d'avocat au sein du cabinet Hamel, Tessier et Tessier, il s'implique activement dans différentes sphères de la ville de Québec. Il occupe entre autres le poste de président de la Caisse d'économie de Québec, de la Société Saint-Jean-Baptiste de Québec (1889 à 1891), de membre du conseil d'administration de la Banque Nationale de Québec, de la Quebec Building Society, et du journal Le Soleil. Il fonde également le journal Le Clairon en 1897. Il est également actif dans le développement de la région du Lac-Saint-Jean, notamment en dirigeant une compagnie de chemin de fer ainsi qu'une société de colonisation.

### Politique
Tessier fait ses débuts en politique en tant qu'échevin du quartier du Palais au conseil municipal de Québec de 1886 à 1900. Il se présente candidat à la mairie en 1894 mais est défait. Lors des élections québécoises de 1886, il est élu député de Portneuf. Il sera réélu en 1890, 1892, 1897 et 1900. Durant son passage en politique provinciale, il occupe le poste d'orateur de l'Assemblée législative du 23 novembre 1897 au 14 février 1901. Le 12 mars 1903, il est nommé membre au Sénat du Canada pour la division de De la Durantaye.
Décédé à Montréal le 6 janvier 1934, il est inhumé à Sainte-Foy, au cimetière Notre-Dame-de-Belmont, le 9 janvier.